# Schaltraum
Als Schaltraum (englisch: electrical room) wird ein Raum bezeichnet, in dem elektrotechnische Einrichtungen, Schaltanlagen oder Schutzsysteme untergebracht sind. Beispiele dafür sind
- Schaltanlagen für Mittel und Niederspannung,
- Speicherprogrammierbare Steuerungen,
- Verteiler, Geräte für Mess- und Regelungstechnik,
- Schutzsysteme (Kurzschluss-, Überlast-,  Überspannungsschutz),
- oder Steuerzentralen wie die Hauptuhren von Uhrenanlagen.

Auch andere Nebenräume werden, im Umfeld der industriellen Produktionsanlagen, als Schaltraum bezeichnet, wenn sie besondere Anforderungen und Regeln zu erfüllen haben, beispielsweise  Rechnerräume, Batterieräume, Prozessanalysengeräte- oder nachrichtentechnische Räume.

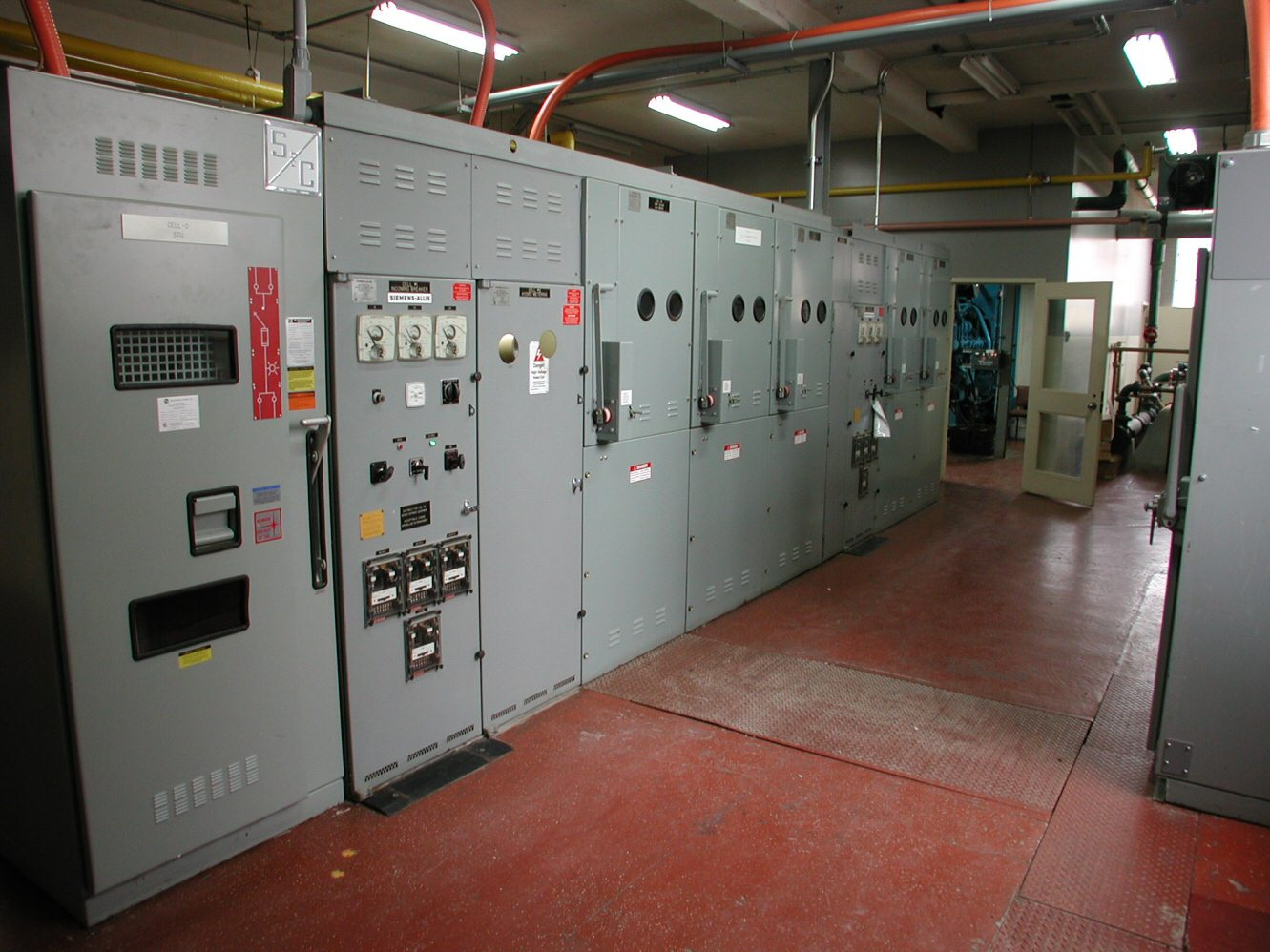
Schaltraum Niederspannungsverteilung

## Wesentliche Merkmale
Die Lage dieser Räume richtet sich nach sicherheitstechnischen und verkehrstechnischen Gesichtspunkten, wie Fluchtweg, gute Zugänglichkeit für Bedienung und Transport sowie Brandbekämpfung. Schalträume werden, nach örtlicher Möglichkeit, getrennt von anderen Einrichtungen der Produktion vorgesehen (z. B. im Kopfbau eines Gebäudes). Diese Räume sind in der Regel verschlossen und sind nur für Fachpersonal zugänglich. Je nach Größe und Umgebung wird in einem Schaltraum ein zusätzlicher Fluchtausgang vorgesehen.
Je nach Art der installierten Einrichtungen, sind Schalträume unter Berücksichtigung von unzulässiger Erwärmung durch Außen- und Inneneinflüssen konzipiert. Entsprechende Mittel zur Belüftung und Kühlung werden vorgesehen. Die Räume sind feuerbeständig ausgeführt und von angrenzenden Räumen baulich getrennt. Je nach Umfeld werden explosionsgefährdete Zonen durch besondere Einrichtungen wie Schleusen oder entsprechend ausgeführten Kabeldurchführungen berücksichtigt.
Die elektrotechnischen Einrichtungen werden in Schaltschränken oder offenen Gestellen (sog. Felder die die örtliche Lage im Raum definieren) untergebracht. In vielen Schalträumen ist ein Kabelboden (Doppelboden) vorgesehen. Leitungen können so ohne großen Aufwand von unten her in die Schaltschränke oder Felder zugeführt werden.

## Regularien

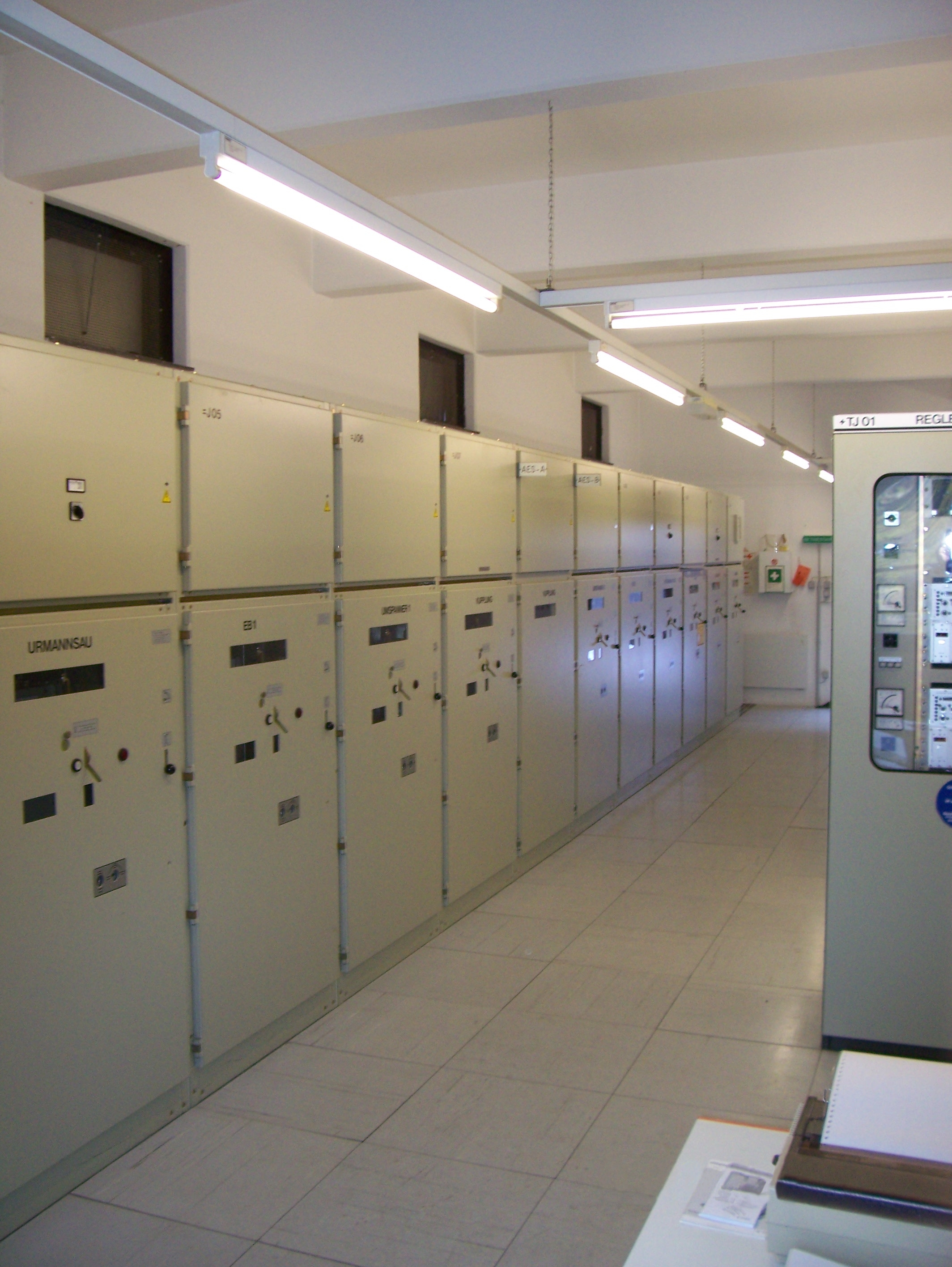
Schaltraum Mittelspannungsverteilung

Die Merkmale zur konstruktiven Gestaltung von Schalträumen sind Gegenstand mehrerer DIN und VDI/VDE-Richtlinien sowie von Verordnungen. Dabei sind insbesondere die Richtlinie VDI/VDE 3546, DIN VDE 0100, VDI/VDE 2180 sowie die Arbeitsstättenrichtlinie zu nennen. Zusammengefasst und erläutert werden diese Normen z. B. im NAMUR-Arbeitsblatt NA26 – PLT-Räume Prozeßleitwarten, Leitstände, Nebenräume, Planungshilfe für die konstruktive Gestaltung. Das Arbeitsblatt gibt für Schalträume nachstehende wesentliche Anforderungen vor (Auszug): 
- Gesicherte Zugänge und Fluchtwege, auch für die Feuerwehr.
- Lage nicht unter Erdgleiche (Begründung: Gefahr durch Wasser bei Rohrbrüchen und Feuerwehreinsätzen, Gefahr durch schwere Gase).
- Lage außerhalb der Ex-Zone.
- Lage möglichst innerhalb eines Gebäudes an der Außenwand (Kabelzuführung).
- Bedarfsweise sind mehrere Schalträume für die elektrische Leistungsverteilung den Anlagenteilen sinnvoll zuzuordnen (dezentrale Schalträume in der Nähe von Verbraucherschwerpunkten).
- Günstige Leitungsführung beachten, Niederspannungs- und Mittelspannungsschalträume sind vorzugsweise räumlich zu trennen.
- Wasser-, Dampf- und Produktrohrleitungen dürfen nicht durch diese Räume geführt werden.